# A Night at the Opera (album, Queen)
A Night at the Opera četvrti je studijski album britanskog rock sastava Queen koji je izdan 21. studenog 1975. godine. Dobio je ime po čuvenom filmu braće Marx koji je sastav gledao tijekom snimanja albuma i čiji naziv zapravo metaforički dočarava ono što je sastav htio postignuti ovim albumom. Album je obilježen kao prekretnica i vrhunac u karijeri Queena i smatra se njihovim najboljim i najkompletnijim studijskim ostvarenjem. Gitarist Brian May ga je opisao kao "njihov Sgt Pepper", a pjevač Freddie Mercury jednostavno kao Queenov najbolji. To je bio njihov prvi album koji je dosegnuo vrh na britanskoj top listi albuma gdje se zadržao punih devet tjedana, a u SAD-u je dospio do broja 4 gdje je dosegnuo trostruku platinastu nakladu. Ogromnom uspjehu albuma uvelike je pridonio epski singl Bohemian Rhapsody koji je izašao tri tjedna prije albuma i koji je postao njihov prvi broj 1 hit nakon što je emitiran u emisiji Top Of The Pops, postavši tako prvim spotom u povijesti moderne glazbe. Pjesma je srušila sve rekorde popularnosti dotada, bila je na vrhu top liste u Britaniji punih devet tjedana i donijela je njenom autoru Freddie Mercuryju još jednu prestižnu "Ivor Novello" nagradu. S ovim albumom Queen su ušli u prvu ligu rocka i započeli svoju desetogodišnju neprekidnu i sveprisutnu dominaciju svijetom rock glazbe.
 Album je nastajao u vrlo teškom i neizvjesnom periodu za sastav koji se pokušavao riješiti svog starog menadžmenta i izboriti za svoju nezavisnu poziciju, tako da je postao za sastav "biti ili ne biti" pogotovo nakon što je izdavačka kuća EMI odlučila pokriti za to vrijeme enormne troškove njegovog snimanja, publiciranja i izdavanja. To je dotada bio najskuplji rock album ikad napravljen, sniman u sedam različitih studija i prema Brian Mayu vjerojatno bi se sastav raspao da album nije uspio. Glazbeno Queen je dosegnuo vrhunac svoga ranog izričaja s ovim albumom, koji se čini kao svojevrsno ušće svih već ranije predstavljenih odlika i glazbenih smjernica sastava. Za razliku od prethodnih albuma ovdje je svaka pjesma dorađena i dovedena do savršenstva, a cijeli album djeluje kao impresivna i homogena cjelina, zaokružena formom "zvučnog zida", "posloženim" baroknim vokalnim dionicama i "kolažnom" produkcijom. Njihovo eksperimentiranje i miješanje različitih glazbenih žanrova na osnovni hard rock iskaz ovdje je dosegnulo svoje vrhunce i sastav je napravio hrabro i ambiciozno izdanje, koje se danas smatra remek-djelom hard rocka i jednim od najboljih albuma rock glazbe općenito.
 Od svog izlaska album je zadržao svoju veliku popularnost i utjecaj kod publike i kritike, a njegova najbolja i najpoznatija skladba Bohemian Rhapsody se smatra jednom od najboljih pjesama ikad napravljenih. Album je uključen u listu magazina "Rolling Stone" među 500 najboljih albuma u povijesti na broj 230, te na liste "Classic Rock" magazina 100 najvećih britanskih albuma (broj 17) i "Q Magazina" 50 najboljih britanskih albuma ikad (broj 16). 2006. godine je izabran kao deveti najbolji broj 1 album svih vremena od britanske javnosti, a "Channel 4" ga je imenovao trinaestim najboljim albumom ikad.  Album je također uključen među 100 najboljih rock albuma po izboru internetskog portala "DigitalDreamDoor.com", te na listama magazina "Kerrang!" među 100 najboljih rock i heavy metal albuma. Isto tako ovo je treći Queenov album u nizu koji je uključen u knjigu "1001 album koji morate čuti prije smrti" čiji popis su sastavili vodeći svjetski glazbeni kritičari.
 Povodom 30 godina od izlaska albuma 21. studenog 2005. godine je izašlo i njegovo dvd izdanje pod nazivom Classic Albums: The Making Of A Night at the Opera koje sadržava: dokumentarni film o nastanku albuma i kritički osvrt iz serijala "Classic Albums" od "Eagle Rock Entertainmenta" s komentarima članova sastava, producenta Roya Thomasa Bakera, novinara i drugih glazbenika na prvom dvd-u, te cijelu dvd verziju albuma na drugome (originalni spotovi za njegove singlove Bohemian Rhapsody i You're My Best Friend, te novi napravljeni i umontirani filmovi za ostale pjesme sačinjeni uglavnom od njihovih koncertnih izvedbi).

## Popis pjesama
Strana 1
1. "Death on Two Legs (Dedicated To..." (Mercury) – 3:43
2. "Lazing on a Sunday Afternoon" (Mercury) – 1:07
3. "I'm in Love with My Car" (Taylor) – 3:05
4. "You're My Best Friend" (Deacon) – 2:52
5. "'39" (May) – 3:31
6. "Sweet Lady" (May) – 4:03
7. "Seaside Rendezvous" (Mercury) – 2:15

Strana 2
1. "The Prophet's Song" (May) – 8:21
2. "Love Of My Life" (Mercury) – 3:39
3. "Good Company" (May) – 3:23
4. "Bohemian Rhapsody" (Mercury) – 5:55
5. "God Save the Queen" (trad., Arr. May) – 1:18